# もりぐち健康ねっと
もりぐち健康ねっと（もりぐちけんこうねっと）とは、株式会社T-imageが運営する地域情報ポータルサイト。
守口市内のウェブ制作会社経営者が、医療関係のウェブサイトから流れる情報の正確性に疑問を抱き、健康に関する正しい情報を発信する目的で立ち上げた。
守口市付近の医療従事者から話を聞き医療情報を掲載する「もりぐち健康ねっと」と健康を中心とした守口市付近の地元情報を発信を発信する「もりぐち健康ねっと ぷらす」の二種類のウェブメディアから成り立っている。「もりけんくん」というマスコットキャラクターがいる。

## 脚註
1. ↑  週刊大阪日日新聞［local］ 市民と医者の懸け橋に　もりぐち健康ねっと　地域密着の医療情報をお届け（2017年9月16日付 大阪日日新聞）